# Manuel Díez-Alegría Gutiérrez
Manuel Díez-Alegría Gutiérrez (Llanes, Astúries, 25 de juliol de 1905 - Madrid, 3 de febrer de 1987) fou un militar, ambaixador, i acadèmic espanyol. Germà del també militar Luis Díez-Alegría Gutiérrez i del sacerdot jesuïta José María Díez-Alegría Gutiérrez. Fill de Manuel Díez-Alegría García i de María Gutiérrez de la Gándara.

## Biografia
Va néixer al barri de Buelna, pertanyent a la Parròquia de Pendueles, municipi de Llanes, i va estudiar al Col·legi de la Immaculada (Gijón) -promoció de 1922-. Ingressà a l'Acadèmia d'Enginyers d'Hoyo de Manzanares el 1923, graduant-se com a tinent el 1929. Va lluitar durant la guerra civil espanyola amb el rang de capità en la Primera Divisió de Navarra i en el Coa d'Exèrcit del Maestrat, i en acabar va ser ascendit a comandant.
Va estudiar dret i va impartir classes en diverses acadèmies militars, com la d'Enginyers, de la qual fou Director. També va dirigir l'Escola Superior de l'Exèrcit, el 1964. Va ascendir a General el 1961, i a Tinent General el 1967. El febrer de 1968 fou nomenat Director del Centre Superior d'Estudis de la Defensa Nacional (CESEDEN). Al juliol de 1970 fou designat cap de l'Alt Estat Major (AEM), però fou destituït després d'una polèmica entrevista a Bucarest (Romania) amb el també asturià, secretari general del Partit Comunista d'Espanya, Santiago Carrillo.
Diplomat d'Estat Major, va exercir diversos càrrecs en l'estranger, com l'agregaduria militar de l'ambaixada d'Espanya al Brasil, arribant a ser ambaixador d'Espanya al Caire (Egipte) de 1976 a 1978. Durant els darrers anys del franquisme fou objectiu de les ires del bunker en declarar-se partidari de mesures de gràcia contra els objectors de consciència i oposar-se als excessos de l'extrema dreta. Alhora es mostrà partidari de la subordinació de l'exèrcit a la societat civil.
Va ser membre de la Reial Acadèmia de Ciències Morals i Polítiques, des de 1975, i de la Reial Acadèmia Espanyola, des de 1978. El 24 de setembre de 1980, va pronunciar la lliçó magistral en l'acte de constitució de la Fundació Príncep d'Astúries, celebrada en el Saló Covadonga de l'Hotel de la Reconquista, a Oviedo. Va morir en febrer de 1987 de càncer de pròstata.

## Obres
- Ejército y sociedad (1973)